# Suzanne Blum
Pour les articles homonymes, voir Blum.
Suzanne Blum, née le 24 novembre 1898 à Niort, et morte le 23 janvier 1994 à Paris, est une avocate et femme de lettres française, auteure, sous le pseudonyme de L.-S. Karen, de trois romans policiers.

## Biographie

### Jeunesse et études
Elle est issue d'une famille juive originaire du nord-est de la France. Son père était Joseph Blum, et sa mère Amélie Cahen. Elle étudie le droit à l'université de Poitiers et à l'université de Paris, puis obtient un master de droit international à l'université Columbia.

### Parcours professionnel
Avocate, elle s'inscrit au barreau en 1922 et traite pendant sa carrière de plusieurs causes célèbres, représentant notamment Warner Brothers contre Igor Stravinsky dans une affaire de droits d'auteur, ou encore Rita Hayworth lors de son divorce avec le Prince Ali Khan. Elle s'occupe aussi des affaires juridiques d'Édouard VIII après son abdication, puis son installation à Paris en 1952. À la mort du duc de Windsor, elle s'occupera des avoirs de Wallis Simpson, la duchesse de Windsor et devient progressivement son unique représentante, jusqu'en 1986. Sa présence et son action durant ces années est l'objet de controverses.
En littérature, sous le pseudonyme de L.-S. Karen, elle publie dans les années 1960 trois romans policiers dans la collection Un mystère.
Sous son patronyme, elle donne aux Éditions Julliard, en 1970, un roman littéraire, Ne savoir rien, adapté par la télévision française en 1979. Elle écrit ensuite des ouvrages juridiques et historiques, dont Quand le scandale éclate (1971), qui revient sur des causes célèbres.
Vivre sans la patrie, 1940-1945 (1975) est un récit autobiographique sur l'exil à New York, pendant la Seconde Guerre mondiale, de Suzanne Blum et Paul Weill, conseiller juridique du duc de Windsor, qu'elle a épousé en 1934 (il est mort en 1965), tous deux avocats à la Cour d'appel de Paris. Elle épouse en secondes noces en 1967 le général Georges Spillmann.

## Œuvre

### Ouvrages signés Suzanne Blum
- Ne savoir rien, Paris, Éditions Julliard (1970) ; réédition, Paris, Rombaldi, coll. « Bibliothèque du temps présent » (1973)
- Quand le scandale éclate, Paris, Éditions Perrin, coll. « Présence de l'histoire » no 118 (1971)
- Le Printemps foudroyé, Paris, Presses de la Cité (1973)
- Vivre sans la patrie, 1940-1945, Paris, Plon (1975)

### Romans policiers signés L.-S. Karen
- Le Billet jaune, Paris, Presses de la Cité, coll. « Un mystère » no 769 (1966)
- Sillage de rêve, Paris, Presses de la Cité, coll. « Un mystère » 2e série no 35 (1967)
- Il n'y a pas de cheval dans le jury, Paris, Presses de la Cité, coll. « Un mystère » 2e série no 68 bis (1968) ; réédition, Paris, Presses de la Cité, coll. « Punch » no 140 (1977)

## Adaptation
- 1979 : Ne rien savoir, téléfilm français réalisé par Georges Farrel, adaptation du roman Ne savoir rien, avec Corinne Marchand et Paul Guers